# 蘇格蘭體育名人堂
蘇格蘭體育名人堂（英語：Scottish Sports Hall of Fame），2002年成立，是蘇格蘭體育界的名人堂，為蘇格蘭體育理事會和蘇格蘭國家博物館的合作項目，其資金來自BBC蘇格蘭和私人募捐，早期的贊助人包括安妮長公主、前蘇格蘭首席大臣傑克·麥康奈爾、一級方程式賽車名宿傑奇·史都華等

## 外部連結
- 官方网站